# プレイス・オブ・ピリオド
「プレイス・オブ・ピリオド」は、諫山実生の14枚目のシングルである。2008年12月3日に5pb.から発売された。

## 解説
- DS用ゲームソフト『ひぐらしのなく頃に絆 第二巻・想』の主題歌。
- 初回特典には、B2サイズの『ひぐらしのなく頃に絆』の描き下ろしポスターが付属された。
- カップリング曲は、同じくDS用ゲームソフトである『赤い糸DS』のイメージソングに採用された。

## 収録曲
1. プレイス・オブ・ピリオド
作詞・作曲：志倉千代丸、編曲：村上純
  - DS用ゲームソフト『ひぐらしのなく頃に絆 第二巻・想』主題歌
2. 半分だけの愛
作詞・作曲：諫山実生、編曲：Lin
  - DS用ゲームソフト『赤い糸DS』イメージソング
3. プレイス・オブ・ピリオド（off vocal）
4. 半分だけの愛（off vocal）